# Años 0 a. C.
Los años cero antes de Cristo cubren el período que comenzó el 1 de enero de 9 a. C. y terminó el 31 de diciembre de 1 a. C. Dado que en la cronología basada en el Anno Domini no existe un año 0, este período no duró diez años (una década) sino solamente, nueve.
Fue precedido por la década de los años 10 a. C.. y sucedida por los años 0 d. C..

## Acontecimientos
- 9 a. C.: en el oeste de Hungría y este de Austria, el Imperio romano absorbe la Panonia como parte de Iliria.
- 9 a. C.: se consagra el Ara Pacis (altar de la paz).
- 9 a. C.: en Germania, Tiberio continúa sus conquistas.
- 8 a. C.: en la actual Alemania, tropas romanas fundan el puesto militar Confluentes (‘confluencia [de dos ríos]’), actual Coblenza.
- 6 a. C.: César Augusto envía hurones (que Plinio llama vivérrae) a las Islas Baleares para controlar la plaga de conejos.
- 6 a. C.: Tiberio es enviado a Armenia, y luego se retira en la isla de Rodas.
- 4 a. C.: en Judea, Arquelao se convierte en etnarca. Herodes Antipas se convierte en tetrarca de Galilea y Perea.
- 2 a. C.: Julia la Mayor (hija de Augusto y Escribonia) es desterrada a Pandataria por cargos de traición y adulterio; su madre Escribonia la acompaña.
- 2 a. C.: el Senado romano le otorga a César Augusto el título de «Páter Pátriae» (padre de la patria).
- 1 a. C.: en la España actual se funda la aldea de Alcalá de Henares.
- 1 a. C.: Ovidio escribe el Ars amatoria.

- Fecha desconocida: en Partia, un terremoto destruye por completo el Mitradat Kirt (‘fuerte de Mitrídates’), la capital de los partos.
- La población mundial se estima en 250 millones de personas.

## Nacimientos
- 3 a 1 a. C.: Juan Bautista, predicador judío
- 3 a 1 a. C.: Jesús de Nazaret, figura central del Cristianismo.
- Tigranes IV, rey de Armenia, gobernó entre el 12 y el 1 a. C.
- Erato, reina de Armenia, gobernó entre el 8 a. C. y el 11 d. C.
- Artavasdes III, rey de Armenia, gobernó entre el 5 y el 2 a. C.
- Ariobarzán de Atropatene, rey de Armenia, gobernó entre el 1 a. C. y el 2 d. C.
- Cheng de Han o Chend Di, emperador de la Dinastía Han China, gobernó entre el 32 y el 7 a. C.
- Ai Di, emperador de la Dinastía Han China, gobernó entre el 7 y el 1 a. C.
- Emperador Ping o Ping Di, emperador de la dinastía Han china, gobernó entre el 1 a. C. y el 5 d. C.
- Wang Mang, estadista chino y futuro emperador de China
- Dong Xian, funcionario chino de la dinastía Han, bajo emperador Ai de Han.
- Antíoco III, rey de Comagene; gobernó entre el 12 a. C. y el 17 d. C.
- Arminio, jefe guerrero germánico, gobernó entre el 17 a. C. y el 21 d. C.
- Arshak II, rey de la Iberia caucásica (en Armenia); gobernó entre el 20 a. C. y el 1 d. C.
- Estratón II y III, correyes del reino indogriego, gobernaron entre el 25 a. C. y el 10 d. C.
- Lugaid Riab nDerg, legendario rey de Irlanda, gobernó entre el 33 y el 9 a. C.
- Conchobar Abradruad, legendario rey de Irlanda, gobernó entre el 9 y el 8 a. C.
- Crimthann Nia Náir, legendario rey de Irlanda, gobernó entre el 8 a. C. y el 9 d. C.
- Suinin Tennō, emperador legendario de Japón, gobernó entre el 29 a. C. y el 70 d. C.
- Amanishajeto, reina de Kush, gobernó entre el 10 y el 1 a. C.
- Natakamani, rey de Kush, gobernó entre el 1 a. C. y el 20 d. C.
- Manu III, rey de Osroene (en Edesa), gobernó entre el 23 y el 4 a. C.
- Abgar V, rey de Osroene; gobernó entre el 4 a. C. y el 50 d. C.
- Frates IV, rey del Imperio arsácida (Imperio parto), gobernó entre el 38 y el 2 a. C.
- Frates V, rey del Imperio arsácida (Imperio parto), gobernó entre el 2 a. C. y el 4 d. C.
- Musa de Partia, madre y cogobernante con Frates V, gobernó entre el 2 a. C. y el 4 d. C.
- César Augusto, emperador romano; gobernó entre el 27 a. C. y el 14 d. C.,
- Nerón Claudio Druso, cónsul romano; gobernó desde el 9 a. C.
- Cayo César, general romano.
- Livio, historiador romano.
- Ovidio, poeta romano.
- Quirino, aristócrata y político romano.
- Tiberio, general, estadista y emperador romano.
- Herodes el Grande, rey de la provincia romana de Judea.
- Jilel el Anciano, erudito judío y rabino del Sanedrín, en el cargo entre el 31 a. C. y el 9 d. C.
- Shammai, erudito judío y rabino del Sanedrín, en el cargo entre el 20 a. C. y el 20 d. C.
- Hyeokgeose de Silla, rey de Silla (en Corea); gobernó entre el 57 a. C. y el 4 d. C.